# Ambasada Beninu w Berlinie
Ambasada Beninu w Berlinie – misja dyplomatyczna Republiki Beninu w Republice Federalnej Niemiec.
Ambasador Beninu w Berlinie akredytowany jest również w Republice Czeskiej, Rzeczypospolitej Polskiej, Republice Słowackiej i w Rumunii.

## Historia
Benin nawiązał stosunki dyplomatyczne z RFN w 1960. 15 czerwca 1961 otwarto Ambasadę Beninu w Bonn. Była to trzecia benińska ambasada po Paryżu i Waszyngtonie. W 2006 placówka została przeniesiona do Berlina.